# Dennis Clifford

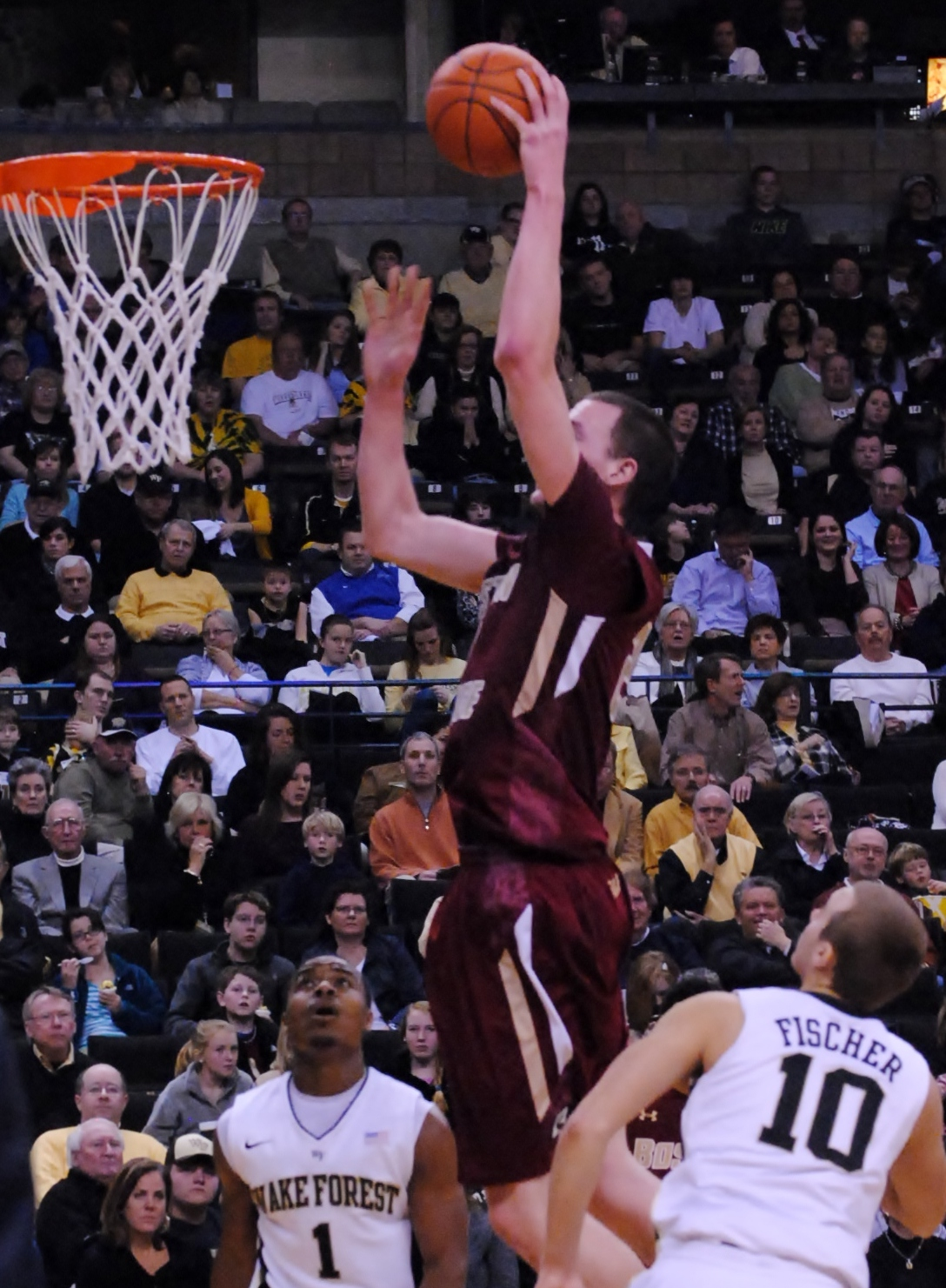
Der Basketballspieler Dennis Clifford

Dennis Clifford (* 29. Februar 1992 in Bridgewater, Massachusetts) ist ein US-amerikanischer Basketballspieler.

## Karriere
Clifford begann das Basketballspiel an der Bridgewater-Raynham Regional High School in seiner Heimatstadt Bridgewater. Dort wurde er bereits in seinem ersten Jahr zum All-Star der Old Colony League gekürt und im zweiten Jahr zum wertvollsten Spieler der Liga gewählt. Anschließend besuchte er das Boston College, wo er sich mit Patrick Heckmann ein Zimmer teilte. Trotz einiger Verletzungen wurde er als Sophomore zum Mannschaftskapitän ernannt. Mit 126 geblockten Würfen setzte er sich in der ewigen Bestenliste des Boston College auf den fünften Platz. In den Spieljahren 2014/15 sowie 2015/16 führte er die Hochschulmannschaft in der statistischen Wertung Rebounds pro Spiel an.
2016 meldete er sich zum NBA Draft an, wurde jedoch von keiner Mannschaft ausgewählt. Stattdessen wechselte er trotz eines Angebots aus der griechischen Basket League nach einem Probetraining zu den Santa Cruz Warriors, dem Farmteam der Golden State Warriors, in die NBA G-League. Entgegen der Erwartung mancher Experten spielte er eine gute Saison und wurde in das All-Star-Team der Liga gewählt. Obwohl ihm sogar die Qualität zugesprochen wurde, den Sprung in die NBA schaffen zu können, gab der deutsche Bundesligist Alba Berlin zu Beginn der Saison 2017/18 die Verpflichtung Cliffords bekannt. Er wurde in jedem Hauptrunden- und Playoffspiel in der Bundesliga und im EuroCup eingesetzt und galt als emotionaler Anführer des Teams. 2018 wurde er mit Berlin deutscher Vizemeister, Clifford trug im Verlauf der Saison 2017/18 je Begegnung durchschnittlich 9,3 Punkte und 4,5 Rebounds bei. Im Juli 2018 gab der Verein die Verlängerung seines Vertrags um ein weiteres Jahr bekannt.
Nachdem er sich zu Beginn der Saison 2018/19 verletzte und seine Spielanteile immer geringer wurden, wechselte er nach dem Saisonende zu KK Igokea Aleksandrovac in die Adriatische Basketballliga. Im Februar 2020 wurde er von den Delaware Blue Coats aus der NBA G-League verpflichtet. Für die Mannschaft bestritt er bis zum Saisonschluss acht Spiele. Im Juni 2020 wechselte Clifford zurück in die Basketball-Bundesliga zum niedersächsischen Verein Rasta Vechta. In 20 Bundesliga-Einsätzen für Vechta brachte es der Innenspieler auf Mittelwerte von 11 Punkten und 7,5 Rebounds, stieg mit der Mannschaft aber aus der Bundesliga ab.
Im August 2021 gab Benfica Lissabon Cliffords Verpflichtung bekannt.

## Saisonstatistiken

### Hauptrunde
| Saison  | Team                | Liga     | GP | GS | MPG  | PPG  | 2P % | 3P % | FG % | FT % | RPG | APG | SPG | BPG  |
| ------- | ------------------- | -------- | -- | -- | ---- | ---- | ---- | ---- | ---- | ---- | --- | --- | --- | ---- |
| 2016/17 | Santa Cruz Warriors | G-League | 38 | 34 | 26:0 | 11.9 | 59.0 | 0.0  | 59.0 | 64.5 | 8.2 | 2.1 | 0.6 | 1.06 |
| 2017/18 | Alba Berlin         | BBL      | 34 | 33 | 22:3 | 10.1 | 60.1 | 0.0  | 60.1 | 72.9 | 3.6 | 1.0 | 0.6 | 0.6  |

### Play-offs
| Saison  | Team        | Liga | GP | GS | MPG   | PPG | 2P % | 3P % | FG % | FT % | RPG | APG | SPG | BPG |
| ------- | ----------- | ---- | -- | -- | ----- | --- | ---- | ---- | ---- | ---- | --- | --- | --- | --- |
| 2017/18 | Alba Berlin | BBL  | 13 | 12 | 20:08 | 7.3 | 51.5 | 0.0  | 51.5 | 73.5 | 3.1 | 0.9 | 0.5 | 0.7 |

### Europäische Wettbewerbe
| Saison  | Team        | Wettbewerb | GP | GS | MPG   | PPG | 2P % | 3P % | FG % | FT % | RPG | APG  | SPG | BPG |
| ------- | ----------- | ---------- | -- | -- | ----- | --- | ---- | ---- | ---- | ---- | --- | ---- | --- | --- |
| 2017/18 | Alba Berlin | EuroCup    | 16 | 16 | 22:03 | 9.6 | 57.3 | 0.0  | 57.3 | 78.3 | 5.9 | 0.60 | 0.6 | 0.8 |